# Gustav Radbruch
Gustav Radbruch (21. listopadu 1878 – 23. listopadu 1949) byl německý právník, právní vědec a politik. Na počátku Výmarské republiky sloužil dvakrát jako německý ministr spravedlnosti (26. října 1921 – 14. listopadu 1922 a 13. srpna – 23. listopadu 1923) a v letech 1920 až 1924 byl poslancem za sociální demokracii. Je považován za jednoho z nejvlivnějších právních myslitelů 20. století. Právo je podle Radbrucha realitou náležející k oblasti kultury, a tedy stojící mezi přirozeným a ideálním. Vztahuje se k hodnotám a musí se měřit ideou spravedlnosti.
Pro případy rozporu mezi přirozeným právem a právem platným uvedl tezi, která se vžila pod názvem Radbruchova formule: „Konflikt mezi spravedlností a právní jistotou patrně lze řešit jen tak, že pozitivní právo, zajišťované předpisy a mocí, má přednost i tehdy, pokud je obsahově nespravedlivé a neúčelné, vyjma toho, jestliže rozpor mezi pozitivním zákonem a spravedlností dosáhne tak nesnesitelné míry, že zákon musí jako ,nenáležité právo’ spravedlnosti ustoupit.“